# Bettina Gruber (Künstlerin)

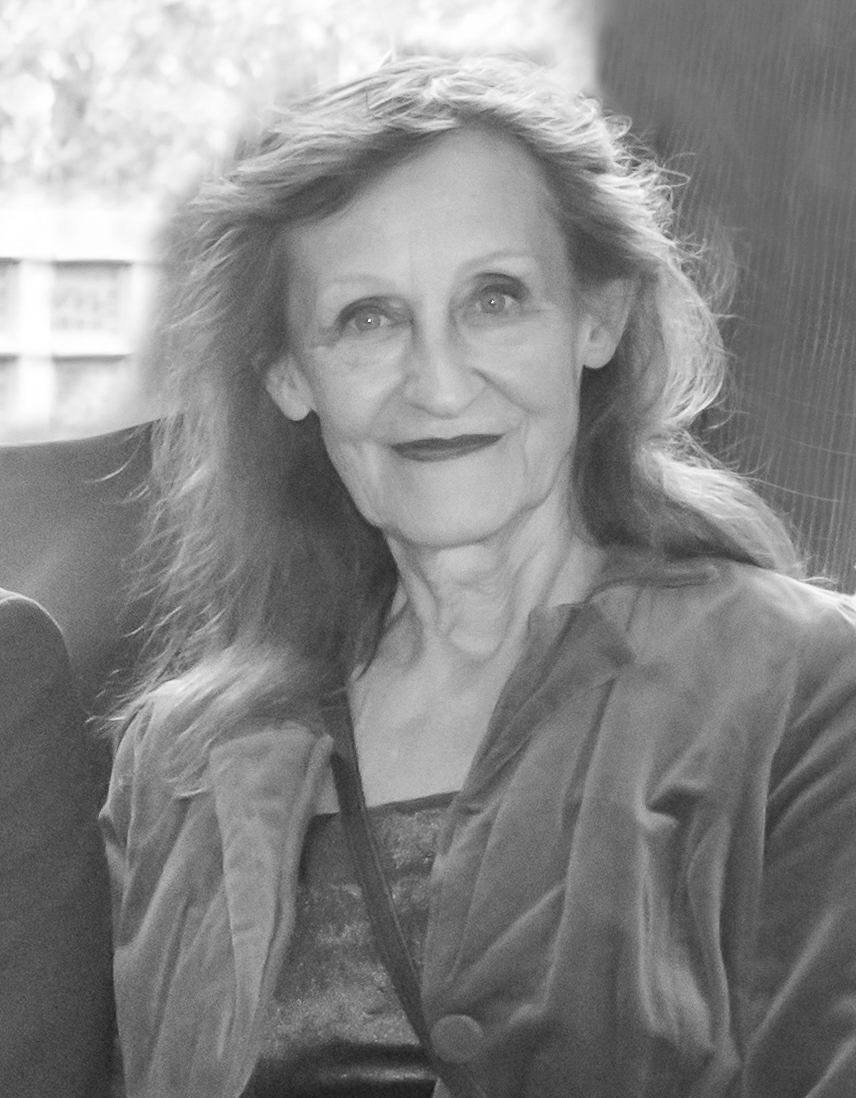
Bettina Gruber 2019

Alice Bettina Constanze Gruber (* 1947 in Minden) ist eine deutsche Foto- und Videokünstlerin. Ihre Arbeiten sind in zahlreichen Sammlungen in Deutschland und international, unter anderem im Museum Ludwig und in der Tate Gallery, vertreten.

## Leben und Werk
Gruber wurde 1947 als Tochter von Ilka Maria Roggendorf und ihrem zweiten Ehemann, dem späteren Photokina-Mitgründer Leo Fritz Gruber, geboren. Nach einem Studium an der Hochschule für Bildende Künste in Berlin von 1967 bis 1969 absolvierte sie zusätzlich in den Jahren 1969 bis 1972 eine Ausbildung in Fotografie in London (nach anderen Quellen studierte sie Kunst an der Fachhochschule Köln).
Seit 1978 experimentierte sie gemeinsam mit Maria Vedder mit dem Medium Video – für beide damals ein Novum. Vier in den 1980er Jahren gemeinsam produzierte Tapes bilden einen in sich geschlossenen Werkcorpus. Das aus dieser Zusammenarbeit entstandene Tape Der Herzschlag des Anubis wurde 1989 mit dem 3. Marler Videokunstpreis des Skulpturenmuseum Marler Glaskasten ausgezeichnet. Die Arbeit gilt als Höhepunkt ihrer Zusammenarbeit mit Vedder. Die beiden Künstlerinnen gelten als Videokünstlerinnen der „zweiten Generation“ und gaben Anfang der 1980er zusammen auch ein Handbuch der Videopraxis sowie den Titel Kunst und Video heraus, in dem sie „eine erste grundlegende Zusammenfassung aktueller Videokunst“ erarbeiteten.
1990 setzte Gruber sich im Kölner Museum Ludwig mit einer als anspruchsvoll rezipierten Videoinstallation mit den dort ausgestellten „männlichen Geistesgrößen unserer Kultur“ von Gerhard Richter auseinander. Für den Internationalen Videokunstpreis 1997 war sie mit ihrer Arbeit Dog-Ma96 - The Canis Minor Mission nominiert.
An der museumsübergreifenden Initiative der Kulturstiftung des Bundes 40jahrevideokunst.de: Digitales Erbe, für die eine Jury ab 2005 relevante Medienkunst seit 1963 ausgewählt hatte, um sie vor dem Verlust zu retten und zu digitalisieren, war Gruber neben Kunstschaffenden wie Joseph Beuys, Rosemarie Trockel und anderen mit Der Herzschlag des Anubis beteiligt.
Bettina Grubers Arbeiten zeigen häufig eine „märchenhaft verzauberte Traum- und Kinderwelt“ und ziehen Betrachtende an die Grenze von Illusion und Wirklichkeit. Immer wieder setzt sie Tiere (Wolf, Lamm, Hund …) als Protagonisten ein und vermittelt durch Komik und Skurrilität „die Bedeutung von Phantasie für unser Leben“.
Gruber lebt und arbeitet in Köln.

## Arbeiten (Auswahl)

### Mit Maria Vedder
- Mama’s Little Pleasure (Video, 1984, 5’18)
- Big Brother Blues (Video, 1986, 5’52)
- Catfish Tango (Video, 1986, 7′)
- Der Herzschlag des Anubis (Video, 1988, 5′)[6]

### Soloarbeiten
- Passe pas seul (Video, 1989)[5]
- Entre chien et loup, (Video, 1989)[5]
- Dog-Ma96 - The Canis Minor Mission, (Internetinstallation, 1996/97)[12]

## Ausstellungen (Auswahl)

### Einzelausstellungen
- Der bedingte Blick. Videoinstallation; Museum Ludwig, Köln, 13. Oktober bis 8. November 1990[9][13]
- TagDämmerungNacht, Rheinisches Landesmuseum Bonn, 1998[3]
- Ephemerien, Museum Ludwig, Köln, 1998[3]
- Projekt Licht. Licht, Raum, Konzepte, Kunst; Kunstraum Fuhrwerkswaage, Köln, Oktober 1992 bis April 1993[14]
- Aus dem Zephyrischen Fundus. Retrospektive. Kunsträume der Michael Horbach Stiftung, Köln; 10. März bis 24. April 2019[15]

### Gruppenausstellungen
- Westkunst, Museum Ludwig 1981, (ein Video mit Maria Vedder)[16]
- 22 Fotografinnen. Ein Querschnitt zeitgenössischer Fotografie. Foto-Ausstellung der GEDOK in der Hahnentorburg Köln, 15. Mai – 19. Juni 1983
- Städtische Galerie im Lenbachhaus, München, Deutschland, 1988
- VIDEO ART, 1976–1990: The German Contribution, Museum of Modern Art, New York, 18. Februar bis 15. März 1993[17]
- Art from Köln, Tate Gallery Liverpool, England, 1998[3]
- Australian National Gallery, Canberra, Australien, 1998[3]
- Media Art Action Interaction. ZKM | Zentrum für Kunst und Medientechnologie Karlsruhe, 10. März 2000 bis 15. April 2000[18]
- Von Matisse bis Morimura, Museum Ludwig Köln (Deutschland), 2000[3]
- Man Ray bis Sigmar Polke. Eine besondere Fotografiegeschichte. Städtische Galerie Bietigheim-Bissingen 27. Oktober 2007 bis 13. Januar 2008[19]

## Werke in öffentlichen Sammlungen (Auswahl)
- Museum Ludwig, Köln[13]
- Skulpturenmuseum Glaskasten Marl[13]
- Tate Gallery Liverpool[13]
- Fujiko Nakaya, Video Gallery Scan, Tokio[13]
- Neuer Berliner Kunstverein[13]
- Liechtensteinische Staatliche Kunstsammlung[13]
- SK Stiftung Kultur, Köln[13]
- Diözesanmuseum, Köln[13]

## Publikationen

### Schriften
- mit Maria Vedder: DuMont’s Handbuch der Video-Praxis : Technik, Theorie und Tips. DuMont Buchverlag, Köln 1982, ISBN 3-7701-1381-0.
- mit Maria Vedder: Kunst und Video : internationale Entwicklung und Künstler. DuMont Buchverlag, Köln 1983, ISBN 3-7701-1497-3.

### Übersetzungen
- Caroline Rennolds Milbank: Couture : Glanz und Geschichte der großen Modeschöpfer und ihrer Creationen. Sonderausgabe Auflage. DuMont Buchverlag, Köln 1997, ISBN 3-7701-4069-9.
- Jocasta Innes: DuMont’s Ideenbuch: Die neue Zauberei mit Farben. DuMont Buchverlag, Köln 1993, ISBN 3-7701-3295-5.

### Ausstellungskataloge (Auswahl)
- Peter Nestler, Jeanne Freifrau von Oppenheim, Candida Höfer, Tata Ronkholz: 22 Fotografinnen – Ein Querschnitt zeitgenössischer Fotografie. Liselotte Strelow, Ellen Auerbach, Monika Baumgartl, Bettina Gruber, Candida Höfer, Lotte Jacobi, Elke Nord, Tata Ronkholz etc. Hrsg.: Gedok. 1983.
- Karin Schuller-Procopovici und Gerard A. Goodrow: Das Glauben, das Wissen & der Zweifel : dedicated to Jean-Henri Fabre. (Katalog anlässlich der gleichnamigen Ausstellung Watertoren H. K., Vlissingen, Holland, 18.5.1997 - 6.7.1997). Salon-Verlag, Köln 1997, ISBN 3-932189-88-4.
- Frank Günter Zehnder, Rheinisches Landesmuseum (Hrsg.): Tag Dämmerung Nacht. (Ausstellungskatalog / Rheinisches Landesmuseum Bonn, 28.05.1998-26.07.1998, Bonn). Rheinland-Verlag, Köln 1998, ISBN 3-7927-1722-0.